# Tiszatenyő, Jász-Nagykun-Szolnok
Tiszatenyő  este un sat în districtul Törökszentmiklós, județul Jász-Nagykun-Szolnok, Ungaria, având o populație de 1.754 de locuitori (2011). 

## Demografie
Componența etnică a satului Tiszatenyő
     Maghiari (98,7%)
     Necunoscut (0,46%)
     Alții (0,84%)
Componența confesională a satului Tiszatenyő
     Fără religie (43,79%)
     Romano-catolici (15,91%)
     Reformați (5,53%)
     Necunoscută (34,49%)
     Atei (0,29%)
     Alte religii (0,4%)
Conform recensământului din 2011, satul Tiszatenyő avea 1.754 de locuitori. Din punct de vedere etnic, majoritatea locuitorilor (98,7%) erau maghiari. Apartenența etnică nu este cunoscută în cazul a 0,46% din locuitori. Nu există o religie majoritară, locuitorii fiind persoane fără religie (43,79%), romano-catolici (15,91%) și reformați (5,53%). Pentru 34,49% din locuitori nu este cunoscută apartenența confesională.